# Dakola (Samba)
Pour les articles homonymes, voir Dakola.
Dakola est une localité située dans le département de Samba de la province du Passoré dans la région Nord au Burkina Faso.

## Géographie
Situé à 2,5 km à l'ouest de Bouré, Dakola se trouve à 7 km au nord-est du centre de Samba, le chef-lieu du département, ainsi qu'à environ 40 km au sud de Yako.

## Santé et éducation
Le centre de soins le plus proche de Dakola est le centre de santé et de promotion sociale (CSPS) de Bouré tandis que le centre médical avec antenne chirurgicale (CMA) de la province se trouve à Yako.
Dakola possède une école primaire publique en dur depuis 2020 (qui était auparavant sous paillote).